# Haraszti-árok
A Haraszti-árok a Börzsönyban ered, Nagyoroszi településtől északra, Nógrád vármegyében, mintegy 200 méteres tengerszint feletti magasságban. A patak forrásától kezdve keleti, majd délkeleti irányban halad, majd Nagyoroszi és Ipolyvece közt éri el a Derék-patakot.

## Part menti település
- Nagyoroszi